# Єльна (гміна)
Ґміна Єльна (пол. Gmina Jelna) — колишня (1934—1939 рр.) сільська ґміна Ланьцутського повіту Львівського воєводства Польської республіки (1918—1939) рр. Центром ґміни було село Єльна.

1 серпня 1934 р. було створено об'єднану сільську ґміну Єльна в Ланьцутському повіті. До неї увійшли сільські громади: Гутисько, Єльна, Лукова, Руда, Сажина, Воля Зарчицка, Вулька Нєдзьвєцка.